# Rogas tricolor
Rogas tricolor är en stekelart som först beskrevs av Günther Enderlein 1912.  Rogas tricolor ingår i släktet Rogas och familjen bracksteklar. Inga underarter finns listade i Catalogue of Life.